# US Open 2025
L'Obert dels Estats Units 2025, conegut oficialment com a US Open 2025, és una competició de tennis masculina i femenina disputada sobre pista dura que pertany a la categoria de Grand Slam. La 145a edició del torneig es va celebrar del 24 d'agost a el 7 de setembre de 2025 al complex USTA Billie Jean King National Tennis Center de Flushing Meadows, Nova York, Estats Units.

## Campions/es

### Elit
| Categoria          | Campions/es | Finalistes | Resultat |
| ------------------ | ----------- | ---------- | -------- |
| Individual masculí |             |            |          |
| Individual femení  |             |            |          |
| Dobles masculins   |             |            |          |
| Dobles femenins    |             |            |          |
| Dobles mixts       |             |            |          |

### Júniors
| Categoria          | Campions/es | Finalistes | Resultat |
| ------------------ | ----------- | ---------- | -------- |
| Individual masculí |             |            |          |
| Individual femení  |             |            |          |
| Dobles masculins   |             |            |          |
| Dobles femenins    |             |            |          |